# Елктон (Південна Дакота)
Елктон (англ. Elkton) — місто (англ. city) в США, в окрузі Брукінґс штату Південна Дакота. Населення — 755 осіб (2020).

## Географія
Елктон розташований за координатами 44°14′7″ пн. ш. 96°28′45″ зх. д. / 44.23528° пн. ш. 96.47917° зх. д. (44.235329, -96.479153).  За даними Бюро перепису населення США в 2010 році місто мало площу 4,01 км², уся площа — суходіл.

## Демографія
Згідно з переписом 2010 року, у місті мешкало 736 осіб у 286 домогосподарствах у складі 190 родин. Густота населення становила 184 особи/км².  Було 324 помешкання (81/км²).
Расовий склад населення:
| - 85,2 % — білих - 0,4 % — чорних або афроамериканців - 12,1 % — осіб інших рас |

До двох чи більше рас належало 2,3 %. Частка іспаномовних становила 14,5 % від усіх жителів.
За віковим діапазоном населення розподілялося таким чином: 26,6 % — особи молодші 18 років, 59,3 % — особи у віці 18—64 років, 14,1 % — особи у віці 65 років та старші. Медіана віку мешканця становила 31,9 року. На 100 осіб жіночої статі у місті припадало 107,3 чоловіків;  на 100 жінок у віці від 18 років та старших — 108,5 чоловіків також старших 18 років.
Середній дохід на одне домашнє господарство  становив 58 373 долари США (медіана — 60 455), а середній дохід на одну сім'ю — 70 008 доларів (медіана — 70 000). Медіана доходів становила 37 750 доларів для чоловіків та 29 625 доларів для жінок. За межею бідності перебувало 16,8 % осіб, у тому числі 26,6 % дітей у віці до 18 років та 2,5 % осіб у віці 65 років та старших.
Цивільне працевлаштоване населення становило 371 особа. Основні галузі зайнятості: виробництво — 29,9 %, освіта, охорона здоров'я та соціальна допомога — 19,9 %, сільське господарство, лісництво, риболовля — 14,0 %.